# Caraí
Caraí là một đô thị thuộc bang Minas Gerais, Brasil. Đô thị này có diện tích 1240,16 km², dân số năm 2007 là 21530 người, mật độ 16,4 người/km².